# Терловка
Терловка (укр. Терлівка) — село в Летичевском районе Хмельницкой области Украины.
Население по переписи 2001 года составляло 363 человека. Почтовый индекс — 31542. Телефонный код — 3857. Занимает площадь 1,484 км². Код КОАТУУ — 6823084604.

## Местный совет
31500, Хмельницкая обл., Летичевский р-н, с. Рудня, ул. Центральная, 15